# دی‌بنزو-۱٬۴-دی‌اکسین
دی بنزو-۱٬۴-دی اکسن (به انگلیسی: Dibenzo-1,4-dioxin) یک ترکیب شیمیایی است. شکل ظاهری این ترکیب، بلورهای سفید است.